# سیارک ۸۴۷۵

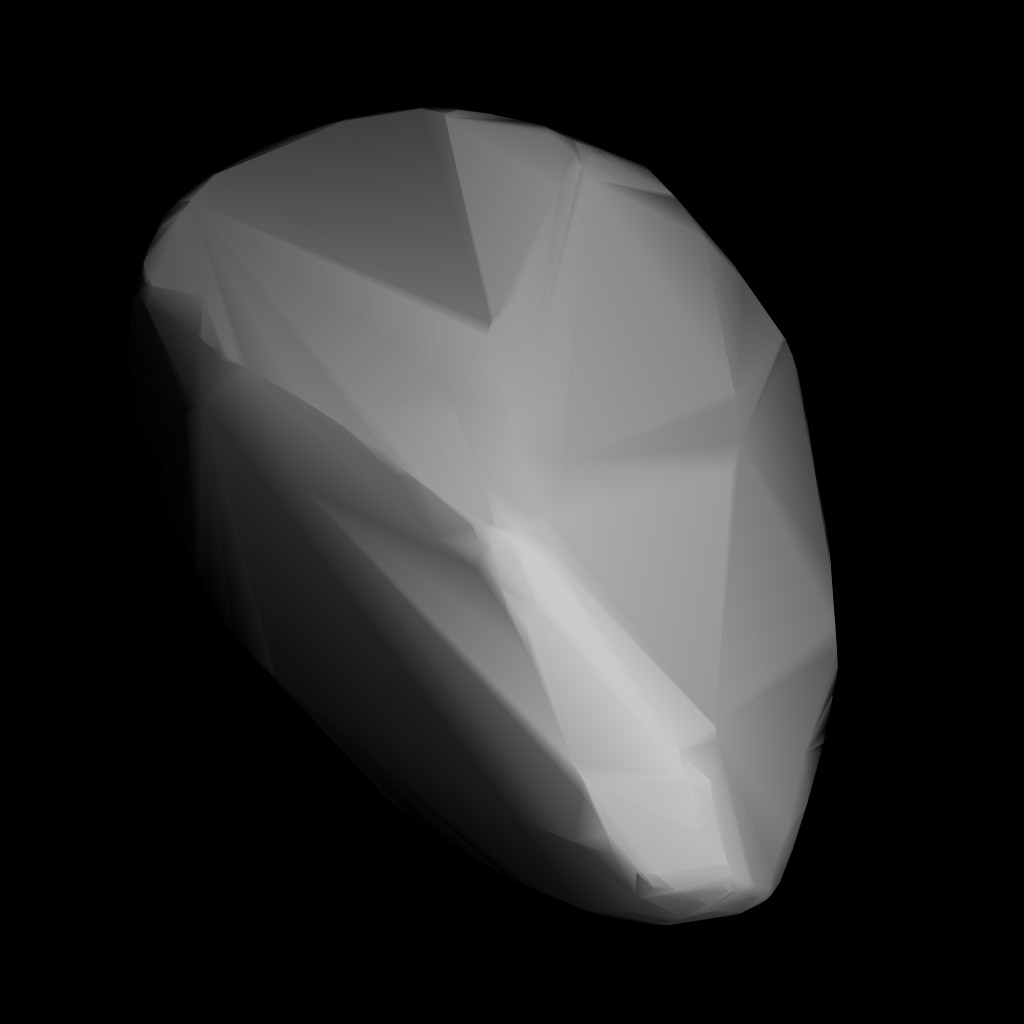
مدل سه‌بُعدی سیارک ۸۴۷۵ بر اساس منحنی نور آن

سیارک ۸۴۷۵ (به انگلیسی: 8475 Vsevoivanov، نامگذاری:1985PC2) هشت هزار و چهارصد و هفتاد و پنجمین سیارک کشف شده‌است که در ۱۳ اوت ۱۹۸۵ کشف شد.
قدر مطلق سیارک برابر ۱۲٫۹۰ است.